# میتسپه رامون
میتسپه رامون (به لاتین: Mitzpe Ramon) یک منطقهٔ مسکونی در اسرائیل است که در شمال دره رامون واقع شده‌است. میتسپه رامون ۸۳۹ متر بالاتر از سطح دریا واقع شده‌است.